# Concistori di papa Niccolò II

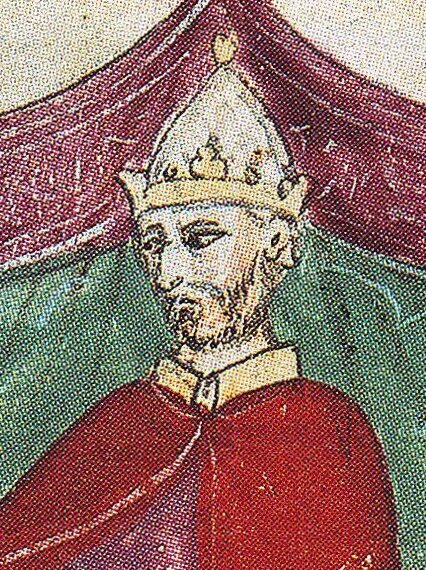
Papa Niccolò II

Questa voce raccoglie l'elenco completo dei concistori per la creazione di nuovi cardinali presieduti da papa Niccolò II, con l'indicazione di tutti i cardinali creati di cui si hanno informazioni documentarie (13 nuovi cardinali in 3 concistori). I nomi sono posti in ordine di creazione.
Papa Niccolò II, in un sinodo tenuto nella Cattedrale Lateranense il 13 aprile 1059, promulgò il decreto In nomine Domini, che dava ai cardinali vescovi il diritto esclusivo di eleggere il Sommo Pontefice, Vescovo di Roma, proponendo il candidato agli altri membri del Sacro Collegio, i cardinali presbiteri e i cardinali diaconi, che dovevano ratificare la scelta. Infine il resto del clero e il popolo dovevano dare il loro assenso all'elezione. Rimaneva solo una vaga menzione all'antico diritto imperiale di approvare l'avvenuta elezione.
Si stabiliva così, in modo definitivo, la competenza esclusiva del Sacro Collegio a scegliere il Sommo Pontefice.

## 1059 (I)
- Gilberto, creato cardinale vescovo di Labico (o di Frascati) (morto ca. 1062)
- Desiderio (Dauferio Epifani), O.S.B.Cas., abate di Montecassino; creato cardinale presbitero di Santa Cecilia; poi eletto papa con il nome di Vittore III il 24 maggio 1086 (morto nel settembre 1087)
- Ildebrando di Soana, O.S.B.; creato cardinale diacono di Santa Maria in Domnica; poi eletto papa con il nome di Gregorio VII il 22 aprile 1073 (morto nel maggio 1085); canonizzato nel 1728, la sua festa ricorre il 25 maggio
- Oderisio, O.S.B.Cas.; creato cardinale diacono di Sant'Agata in Suburra (morto ca. 1105); beato

## 1060 (II)
- Bruno, cardinale vescovo di Palestrina (morto ca. 1065)
- Gregorio, forse cardinale vescovo di Velletri
- Bonifazio, cardinale vescovo di Gabi (morto dopo il 30 settembre 1061)
- Landolfo, cardinale presbitero (titolo ignoto)
- Giovanni, cardinale presbitero (titolo ignoto) (morto ca. 1080)
- Guido, cardinale presbitero dei Santi Silvestro e Martino ai Monti (morto prima del 1073)
- Bernardo, cardinale diacono (diaconia ignota) (morto dopo il 1076)

## 1061 (III)
- Gaudenzio, cardinale presbitero di Sant'Anastasia (morto nel 1063)
- Giovanni Minuzzo, cardinale presbitero di Santa Maria in Trastevere (morto ca. 1090)